# Baltasar Rigo
Baltasar Rigo Cifre (Campos, Baleares, 26 de junio de 1985) es un futbolista español. Jugó en 2010 con la Unión Deportiva Almería. Juega de defensa y actualmente se encuentra en el Club Esportiu Campos

## Trayectoria
El jugador se formó en la cantera del Real Mallorca y llegó a jugar en primera división con la UD Almería.
En el mercado de invierno de 2010 Baltasar Rigo se desvincula del club del Mediterráneo y a partir de ahí jugó en las filas de la SD Huesca. El jugador volvió a la disciplina del Huesca tras un breve periplo por el Almería. El central que probó fortuna en Primera tras su gran rendimiento en la ciudad oscense ha rescindido su contrato con el Almería y se convierte en el primer fichaje invernal de los de Onésimo de cara a afrontar la segunda vuelta.
El central llega para reforzar la defensa de un equipo que pelea por no caer a los puestos de descenso, situados a un único punto. El mal rendimiento de la Sociedad Deportiva Huesca en El Alcoraz con una única victoria ha obligado a la directiva a buscar refuerzos para el resto de temporada.
Rigo ha firmado hasta final de temporada y lucirá el dorsal 18.

A Principios de julio de 2011 es contratado por el Girona FC para una temporada.
En la temporada 2012-13 entrena durante una semana con el Racing de Santander pero no se llega a formalizar contrato. Posteriormente, durante el mercado invernal, ficha por el C.D. Tenerife (2.ªB, grupo I).

## Clubes
| Club                                  | País   | Año       |
| ------------------------------------- | ------ | --------- |
| C.D. Campos (categorías inferiores)   | España | ?-?       |
| Real Mallorca (categorías inferiores) | España | ?-2004    |
| Real Mallorca B                       | España | 2004-2006 |
| S. D. Huesca                          | España | 2006-2009 |
| Unión Deportiva Almería "B"           | España | 2009-2010 |
| Unión Deportiva Almería               | España | 2010      |
| Sociedad Deportiva Huesca             | España | 2011      |
| Girona FC                             | España | 2011-2012 |
| CD Numancia                           | España | 2012-2013 |
| CD Tenerife                           | España | 2013-2015 |
| Club Deportivo Guijuelo               | España | 2015-     |